# Henuka
Henuka war der Name eines altägyptischen Beamten der 1. Dynastie unter den Königen (Pharaonen) Semerchet und Qaa.
Henuka wird auf Elfenbeinetiketten beider Herrscher genannt. Er trug die Titel „Aufseher der Zimmermänner des Königs“ (Mḏḥ-mḏḥw-njsw) und die Titelvariante „Aufseher der Zimmermänner des Königshauses“ (Mḏḥ-mḏḥw-pr-njsw). Letzterer Titel ist nur einmal auf einer Etikette des Semerchet belegt. Sein Grab ist unbekannt.